# Lista över fornlämningar i Linköpings kommun (Nykil)
Lista över fornlämningar i Linköpings kommun (Nykil) är en förteckning av ett urval av de fornlämningar som finns i Nykil i Linköpings kommun.
| Namn                      | Lämningstyp                 | Tillkomsttid | Historisk indelning | Plats | Läge                 | ID-nr          | Bild                                 |
| ------------------------- | --------------------------- | ------------ | ------------------- | ----- | -------------------- | -------------- | ------------------------------------ |
| Nykil 1:1                 | Gravfält                    |              | Nykil, Östergötland |       | 58.305574, 15.457175 | 10047100010001 | Ladda upp en bild av detta fornminne |
| Nykil 2:1                 | Stensättning                |              | Nykil, Östergötland |       | 58.305547, 15.455598 | 10047100020001 | Ladda upp en bild av detta fornminne |
| Nykil 2:2                 | Stensättning                |              | Nykil, Östergötland |       | 58.305497, 15.455450 | 10047100020002 | Ladda upp en bild av detta fornminne |
| Nykil 2:3                 | Stensättning                |              | Nykil, Östergötland |       | 58.305626, 15.455462 | 10047100020003 | Ladda upp en bild av detta fornminne |
| Nykil 3:1                 | Gravfält                    |              | Nykil, Östergötland |       | 58.306078, 15.455241 | 10047100030001 | Ladda upp en bild av detta fornminne |
| Nykil 4:1                 | Stensättning                |              | Nykil, Östergötland |       | 58.311703, 15.447338 | 10047100040001 | Ladda upp en bild av detta fornminne |
| Nykil 4:2                 | Stensättning                |              | Nykil, Östergötland |       | 58.311339, 15.447445 | 10047100040002 | Ladda upp en bild av detta fornminne |
| Nykil 6:1                 | Stensättning                |              | Nykil, Östergötland |       | 58.308904, 15.484755 | 10047100060001 | Ladda upp en bild av detta fornminne |
| Nykil 7:1                 | Stensättning                |              | Nykil, Östergötland |       | 58.314163, 15.490685 | 10047100070001 | Ladda upp en bild av detta fornminne |
| Nykil 11:1                | Stensättning                |              | Nykil, Östergötland |       | 58.299870, 15.457450 | 10047100110001 | Ladda upp en bild av detta fornminne |
| Nykil 11:2                | Stensättning                |              | Nykil, Östergötland |       | 58.300021, 15.457311 | 10047100110002 | Ladda upp en bild av detta fornminne |
| Nykil 15:1                | Stensättning                |              | Nykil, Östergötland |       | 58.308111, 15.466191 | 10047100150001 | Ladda upp en bild av detta fornminne |
| Nykil 17:1                | Stensättning                |              | Nykil, Östergötland |       | 58.295668, 15.466089 | 10047100170001 | Ladda upp en bild av detta fornminne |
| Nykil 20:1                | Stensättning                |              | Nykil, Östergötland |       | 58.289000, 15.422065 | 10047100200001 | Ladda upp en bild av detta fornminne |
| Nykil 20:2                | Stensättning                |              | Nykil, Östergötland |       | 58.289070, 15.422192 | 10047100200002 | Ladda upp en bild av detta fornminne |
| Nykil 24:1                | Grav markerad av sten/block |              | Nykil, Östergötland |       | 58.296664, 15.489453 | 10047100240001 | Ladda upp en bild av detta fornminne |
| Nykil 41:1                | Stensättning                |              | Nykil, Östergötland |       | 58.245549, 15.513100 | 10047100410001 | Ladda upp en bild av detta fornminne |
| Nykil 51:1                | Stensättning                |              | Nykil, Östergötland |       | 58.250173, 15.456193 | 10047100510001 | Ladda upp en bild av detta fornminne |
| Nykil 83:1                | Stenkammargrav              |              | Nykil, Östergötland |       | 58.252454, 15.511754 | 10047100830001 | Ladda upp en bild av detta fornminne |
| Nykil 84:1                | Stensättning                |              | Nykil, Östergötland |       | 58.291723, 15.420570 | 10047100840001 | Ladda upp en bild av detta fornminne |
| Nykil 85:1                | Stensättning                |              | Nykil, Östergötland |       | 58.292159, 15.419122 | 10047100850001 | Ladda upp en bild av detta fornminne |
| Nykil 85:2                | Stensättning                |              | Nykil, Östergötland |       | 58.291977, 15.419232 | 10047100850002 | Ladda upp en bild av detta fornminne |
| Nykil 85:3                | Grav markerad av sten/block |              | Nykil, Östergötland |       | 58.292001, 15.419272 | 10047100850003 | Ladda upp en bild av detta fornminne |
| Nykil 87:1                | Stensättning                |              | Nykil, Östergötland |       | 58.291488, 15.443950 | 10047100870001 | Ladda upp en bild av detta fornminne |
| Nykil 92:1                | Stensättning                |              | Nykil, Östergötland |       | 58.312795, 15.447363 | 10047100920001 | Ladda upp en bild av detta fornminne |
| Jättekullen (Nykil 150:1) | Hög                         |              | Nykil, Östergötland |       | 58.229785, 15.475690 | 10047101500001 | Ladda upp en bild av detta fornminne |
| Nykil 215:1               | Stensättning                |              | Nykil, Östergötland |       | 58.295888, 15.490906 | 10047102150001 | Ladda upp en bild av detta fornminne |
| Nykil 223                 | Fornborg                    |              | Nykil, Östergötland |       | 58.300289, 15.505640 | 12000000111332 | Ladda upp en bild av detta fornminne |